# Trešnjevica (Sjenica)
Trešnjevica (em cirílico: Трешњевица) é uma vila da Sérvia localizada no município de Sjenica, pertencente ao distrito de Zlatibor. A sua população era de 57 habitantes segundo o censo de 2011.

## Demografia
| 1948 | 1953 | 1961 | 1971 | 1981 | 1991 | 2002 | 2011 |
| ---- | ---- | ---- | ---- | ---- | ---- | ---- | ---- |
| 104  | 133  | 125  | 151  | 147  | 113  | 97   | 57   |